# Heinrich Seelige

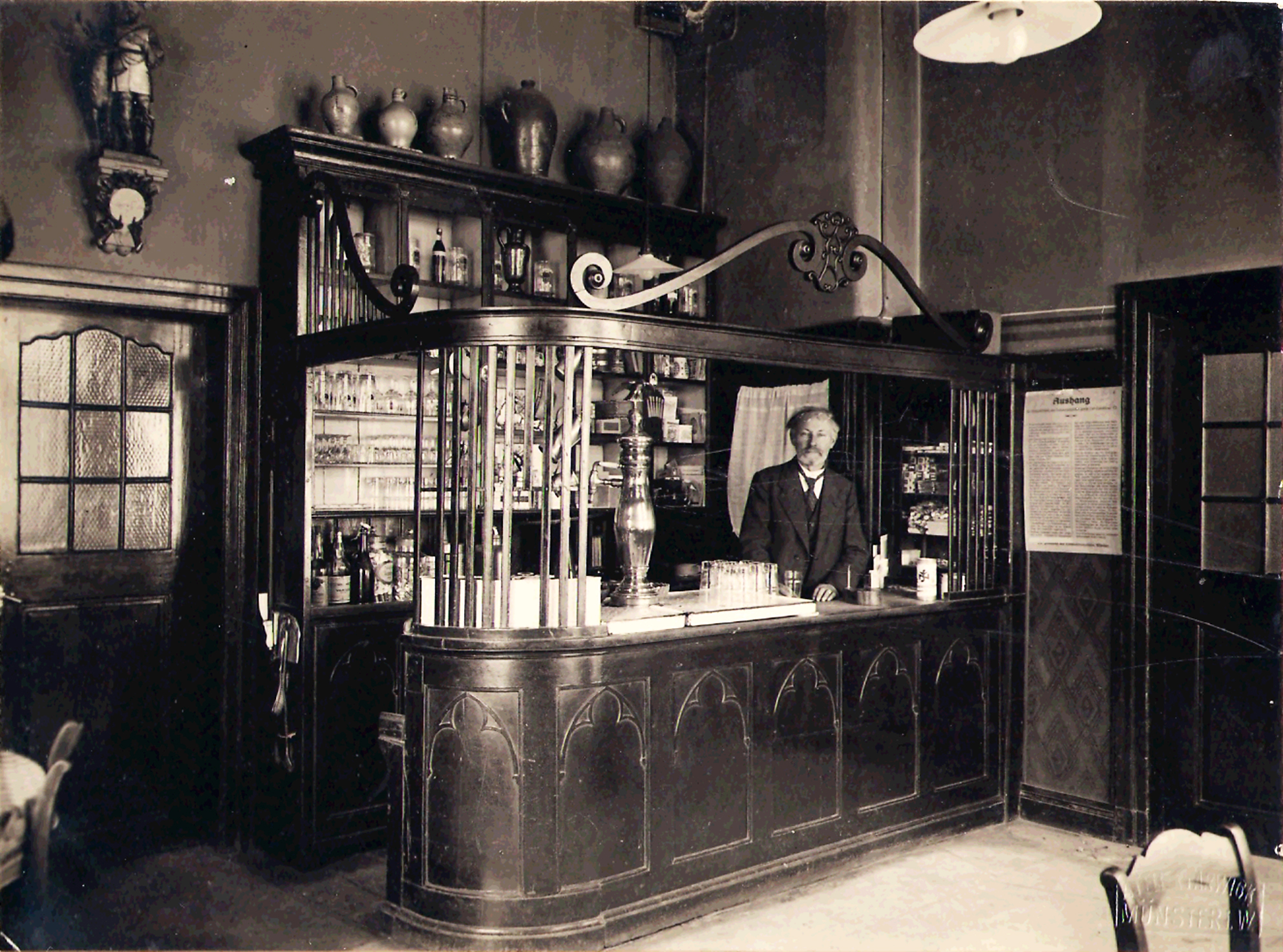
Heinrich Seelige in seiner Gastwirtschaft

Heinrich Seelige (* 12. November 1872 in Sendenhorst; † 1937) war ein westfälischer  Bildhauer, der überwiegend im Umkreis seiner Heimatstadt Sendenhorst tätig war. Seine konventionellen Skulpturen stehen in der Tradition der Kunst des Historismus.

## Leben
Nach der Schule absolvierte er eine Bildhauerlehre in der Werkstatt von Anton Mormann in Wiedenbrück. Danach bekam Seelige eine Anstellung in der Steinmetzwerkstatt seines Stiefvaters Laurenz Dümmer. Ein paar Jahre zog es ihn in die Ferne. Er arbeitete in vielen Bildhauerwerkstätten, bis er wieder nach Westfalen zurückkam. Dort ließ er sich in Beckum nieder und heiratete 1904 Elisabeth Hürkamp aus Enniger. 1910 zog Seelige wieder nach Sendenhorst und erwarb das Stammhaus der Familie Wieler in der Oststraße 12. Hier errichtete er seine Bildhauerwerkstatt und führte die schon vorhandene Gastwirtschaft weiter.

## Werk

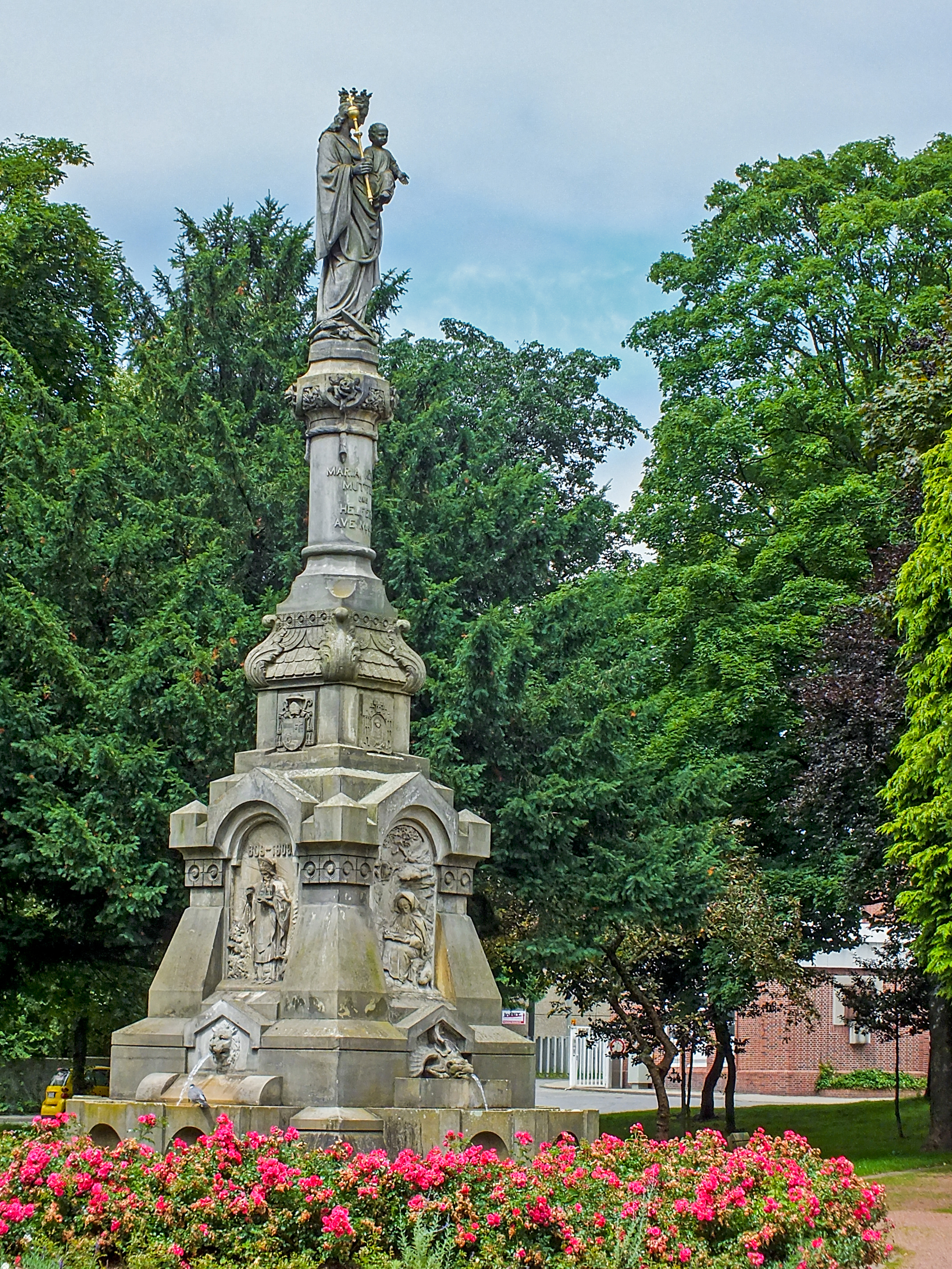
Mariensäule

Seelige ist für die Mariensäule im Marienpark und das Hochkreuz auf dem Alten Friedhof an der Elisabethstraße in Beckum verantwortlich.
Die Sendenhorster Mariensäule wurde nach ihrer Fertigstellung am 8. Dezember 1904 aus Anlass des 50-jährigen Jubiläums der Verkündigung des Glaubenssatzes der unbefleckten Empfängnis Mariens vom späteren Weihbischof Illigens eingeweiht. Die vor dem Südportal der Kirche St.-Martin errichtete Säule stand auf einem hohen, auch von Seelige geschaffenen, kunstvoll verzierten Sockel. Der Sockel ist bei der Umsetzung der Säule an ihren heutigen Standort unbekannt abhandengekommen.
Für die Sendenhorster Kirche schuf Seelige im Jahre 1907 außerdem die Ecce Homo Figur am Westportal sowie die Figuren des Hl. Bonifatius und des Hl. Ludgerus, die sich an den Innenpfeilern der Kirche befinden.
Das Denkmal am Sendenhorster Friedhof zu Ehren der Gefallenen zweier Weltkriege ist auch ein Werk Seeliges, das er damals an der Kirche errichtete.
Für den Marienbogen in der Warendorfer Oststraße schuf Seelige die vier lebensgroßen Trompetenengel nach Entwürfen von Albert Mazzotti aus  Münster, in Birnbaumholz ausgeführt.
Über den Schöpfer des Hubertusdenkmales in Ennigerloh existieren unterschiedliche Angaben. Sicher ist aber, dass Seelige das Denkmal entworfen hat. Dieser Entwurf stand auch noch Jahre nach dem Tod des Bildhauers in seiner Gaststätte.